# Kanton Glarus
Koordinaten: 47° 0′ N, 9° 3′ O; CH1903: 722547 / 206696
Glarus [ˈɡlaːʁʊs] (Kürzel GL; schweizerdeutsch Glaris [ˈɡlarɪs], französisch Glaris, italienisch Glarona, rätoromanisch Glarunaⓘ) ist ein Kanton in der Deutschschweiz und zählt zu den Regionen Nordost- und Südostschweiz. Der Hauptort ist die gleichnamige Stadt Glarus, der einwohnerstärkste Ort ist die Gemeinde Glarus Nord.

## Geographie

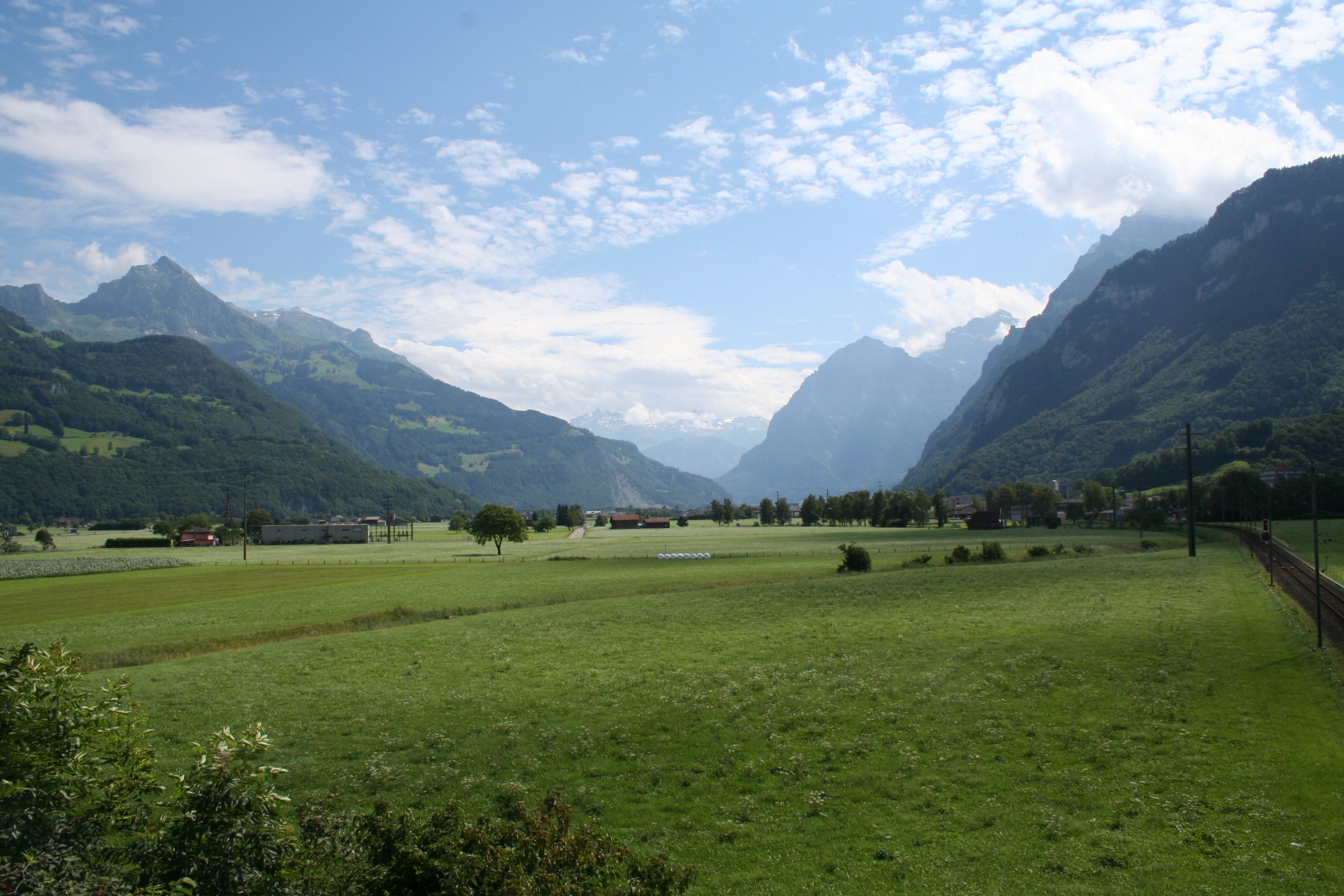
Blick ins Glarnerland nördlich von Niederurnen in Richtung Süden

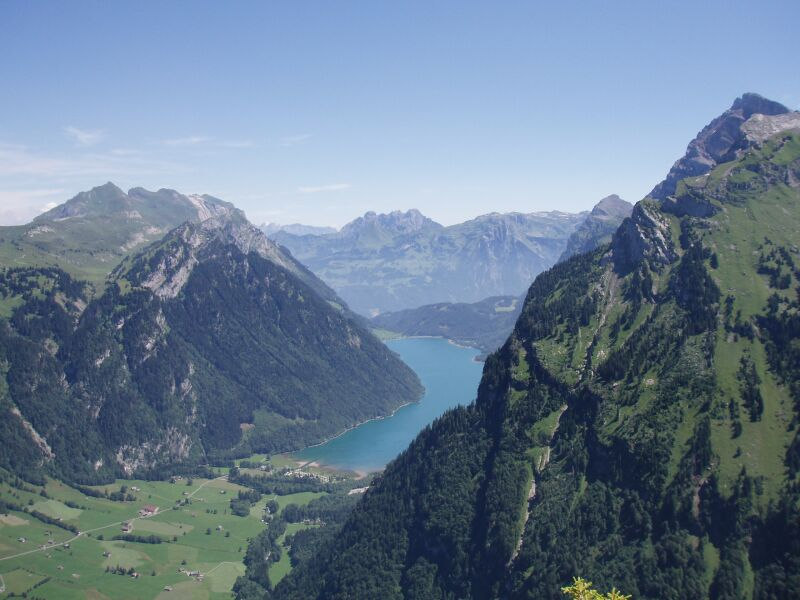
Klöntal mit Klöntalersee

Der Kanton umfasst das Einzugsgebiet der Linth bis zum Walensee und die Linthebene westlich der Linth bis Bilten sowie den Kerenzerberg. Er grenzt im Norden und Osten an den Kanton St. Gallen, im Süden an den Kanton Graubünden, im Südwesten an den Kanton Uri und im Westen an den Kanton Schwyz.
Grosse Höhenunterschiede prägen das Bild des Glarnerlandes: Vom flachen Talboden auf 414 Metern Höhe steigt das Gelände bis auf über 3600 Meter (Tödi, 3612 m ü. M.). Diese Gegensätze widerspiegeln sich im Klima: Es wechselt innerhalb weniger Kilometer von mild am Walensee mit seiner südländischen Pflanzenwelt zu hochalpin auf den vergletscherten Berggipfeln. Bei Auftreten von Föhn im Tal können Temperaturrekorde gemessen werden. Das Tal ist nur nach Norden zur Linthebene hin geöffnet.
Der 685 Quadratkilometer grosse Kanton entspricht etwa dem Einzugsgebiet der Linth. Das Sernf- oder Kleintal bietet als einziges Seitental dörflichen Siedlungen Platz. Das Klöntal, das wichtigste westliche Seitental, ist, wie Carl Spitteler rühmt, mit seinem Bergsee «so schön, wie es kein Traum errät».
Als sichtbarster Eingriff des Menschen zur Zähmung der Natur zeigt sich das imposante Linthwerk, welches das Antlitz der ganzen Region prägt. Die Linthkorrektion wurde 1807 als erstes Nationalwerk der Schweiz in Angriff genommen. Die Linth wird in den Walensee geleitet und ihr Lauf in den Zürichsee kanalisiert. Zuvor floss sie, den Ausfluss des Walensees immer mehr zurückstauend und die Linthebene versumpfend, träge dem Zürichsee zu.

## Bevölkerung

### Einwohner
Per 31. Dezember 2023 betrug die Einwohnerzahl des Kantons Glarus 42'056. Die Bevölkerungsdichte liegt mit 61 Einwohnern pro Quadratkilometer unter dem Schweizer Durchschnitt (217 Einwohner pro Quadratkilometer). Der Ausländeranteil (gemeldete Einwohner ohne Schweizer Bürgerrecht) bezifferte sich am 31. Dezember 2023 auf 26,3 Prozent, während landesweit 27,0 Prozent Ausländer registriert waren. Per 30. Juni 2021 betrug die Arbeitslosenquote 1,8 Prozent gegenüber 2,8 Prozent auf eidgenössischer Ebene.

### Sprachen
Amtssprache im Kanton Glarus ist Deutsch. 83,6 Prozent der Einwohner sind deutsch- und 6,8 Prozent italienischsprachig.
Die Glarner Mundarten zählen zu den Dialekten des Höchstalemannischen.

### Religionen – Konfessionen
Die eidgenössische Volkszählung aus dem Jahr 2000 ergab folgendes Konfessionsbild:
- 44,0 % protestantisch (das Bundesamt für Statistik zählt dazu auch die Zeugen Jehovas und die neuapostolische Glaubensgemeinschaft)
- 37,3 % römisch-katholisch
- 02,3 % christlich-orthodox
- 06,5 % muslimisch
- 03,5 % andere Konfessionen bzw. keine Angaben
- 06,5 % konfessionslos

Die Evangelisch-Reformierte Landeskirche des Kantons Glarus und die römisch-katholische Kirche sind staatlich anerkannte Körperschaften des öffentlichen Rechts. Die beiden Kirchen ordnen ihre inneren Angelegenheiten selbständig und erlassen eine Verfassung, die der Genehmigung des Landrates bedarf.

## Verfassung und Politik

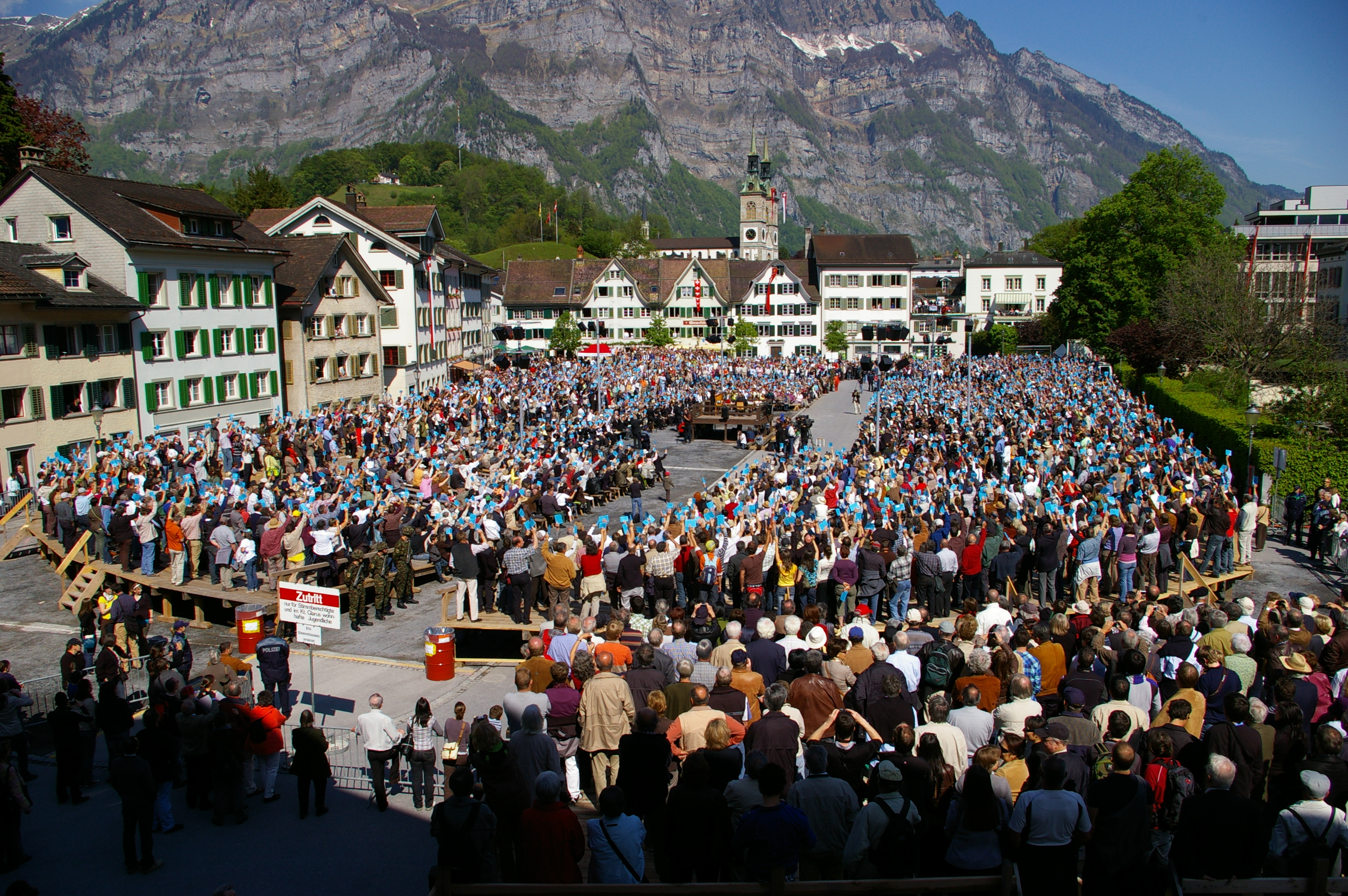
Glarner Landsgemeinde 2009. Die Stimmberechtigten stehen «im Ring» und halten ihre Stimmrechtsausweise hoch, während Zuschauer auf Tribünen zuschauen.

Die gegenwärtige Verfassung des Kantons Glarus wurde am 1. Mai 1988 von der Landsgemeinde angenommen und seither mehrmals revidiert.

### Legislative

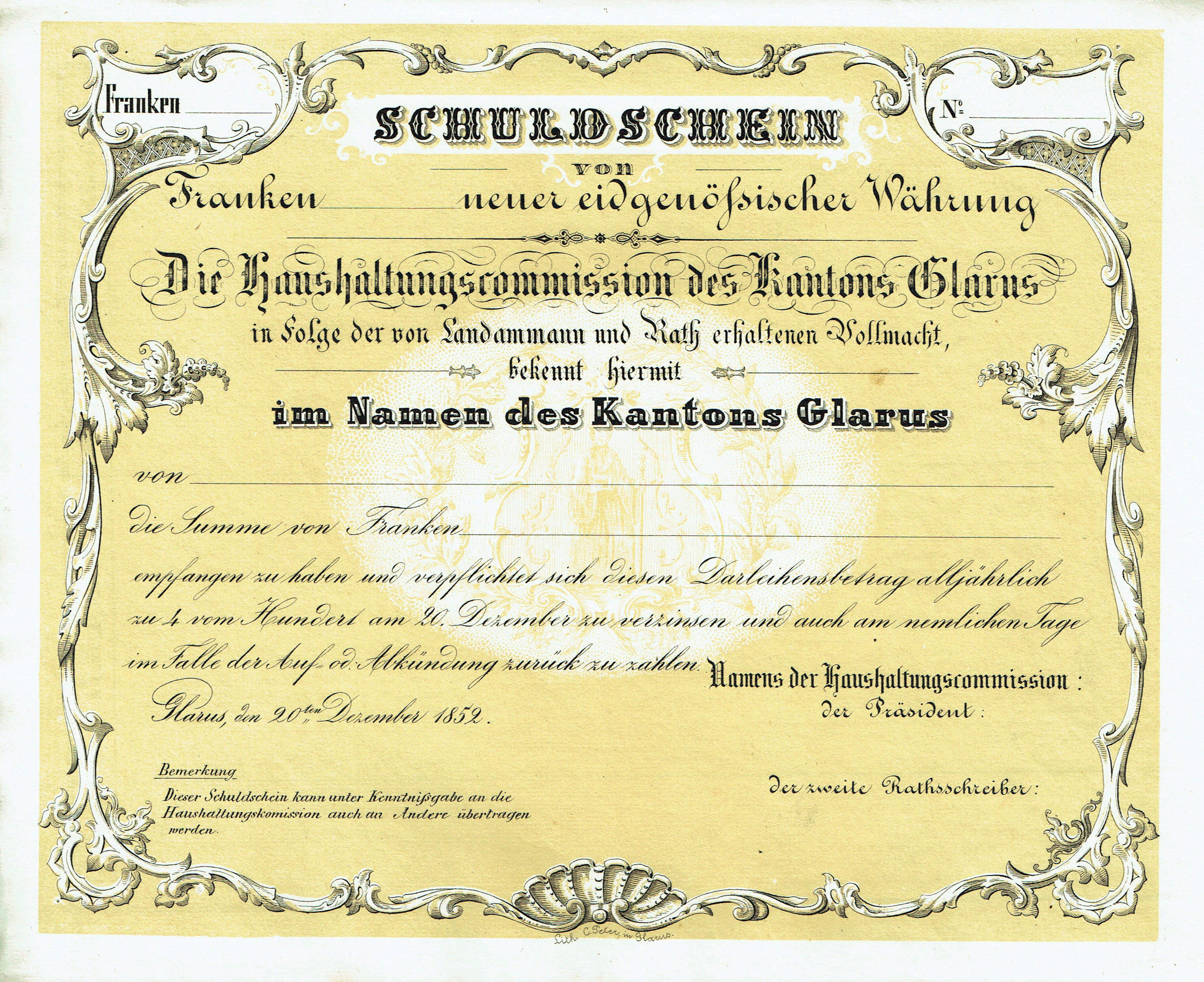
Schuldschein des Kantons Glarus vom 20. Dezember 1852, Blankette

#### Landsgemeinde
Die Landsgemeinde ist die Versammlung der stimmberechtigten Einwohner und damit das oberste Organ des Kantons. Die ordentliche Landsgemeinde findet alljährlich am ersten Sonntag im Mai statt und wird vom Landammann geleitet. Die Grundlage für die Verhandlungen bilden die im Memorial oder im Amtsblatt veröffentlichten Vorlagen des Landrates (des Parlaments); andere Gegenstände dürfen nicht beraten werden. Jeder stimmberechtigte Teilnehmer hat das Recht, zu den Sachvorlagen Anträge auf Unterstützung, Abänderung, Ablehnung, Verschiebung oder Rückweisung zu stellen.
Die Landsgemeinde wählt den Landammann (Präsidenten der Kantonsregierung) und den Landesstatthalter (Vizepräsidenten der Kantonsregierung), die Gerichtspräsidenten und die weiteren Richter.
Sie beschliesst über den Erlass und die Änderungen der Kantonsverfassung und über den Erlass, die Änderung und die Aufhebung der kantonalen Gesetze. Sie fasst die Beschlüsse über alle einmaligen Ausgaben von mehr als 1 Million Franken und über alle wiederkehrenden Ausgaben von mehr als 200'000 Franken im Jahr. Überdies legt sie den Steuerfuss fest.
Anders als im Kanton Appenzell Innerrhoden finden die Wahlen zum Regierungsrat und in den Ständerat nicht an der Landsgemeinde statt, sondern in geheimer Wahl an der Urne.

#### Landrat
Der Landrat ist das Parlament des Kantons. Er zählt sechzig Mitglieder, die vom Volk an der Urne in drei (den drei Gemeinden entsprechenden) Wahlkreisen im Proporzwahlsystem auf jeweils vier Jahre gewählt werden. Der Landrat wählt alljährlich aus seiner Mitte den Präsidenten, den Vizepräsidenten und die weiteren Mitglieder des Landratsbüros.
Er ist die oberste Behörde zur Aufsicht über die Regierung, die Verwaltung und die Gerichte. Er berät die Verfassungs- und Gesetzgebung und die übrigen Beschlüsse zu Handen der Landsgemeinde vor und erlässt in eigener Kompetenz Verordnungen, Verwaltungs- und Finanzbeschlüsse. Überdies entscheidet er über grundlegende oder allgemeinverbindliche Planungen.
Die letzten Landratswahlen fanden am 15. Mai 2022 statt und ergaben folgende Sitzverteilung:
| Parteien im Landrat (60 Sitze)              | 2014 | 2018 | 2022 | Sitzverteilung                                                                 | Wähleranteil in Prozent |
| ------------------------------------------- | ---- | ---- | ---- | ------------------------------------------------------------------------------ | --- |
| Schweizerische Volkspartei (SVP)            | 17   | 16   | 18   | Insgesamt 60 Sitze - Grüne: 8 - SP: 8 - GLP: 3 - Mitte: 12 - FDP: 11 - SVP: 18 | Wahlen zum Glarner Landrat vom 15. Mai 2022Wahlbeteiligung: 34,77 % 403020100 30,318,618,113,112,57,00,4 SVPMitteFDPGrüneSPGLPandereGewinne und Verlusteim Vergleich zu 2018 %p 4 2 0 −2 −4 −6+3,3−5,2+0,5+1,6−0,4−0,1+0,3SVPMitteFDPGrüneSPGLPandere |
| Freisinnig-Demokratische Partei (FDP)       | 12   | 11   | 11   | Insgesamt 60 Sitze - Grüne: 8 - SP: 8 - GLP: 3 - Mitte: 12 - FDP: 11 - SVP: 18 | Wahlen zum Glarner Landrat vom 15. Mai 2022Wahlbeteiligung: 34,77 % 403020100 30,318,618,113,112,57,00,4 SVPMitteFDPGrüneSPGLPandereGewinne und Verlusteim Vergleich zu 2018 %p 4 2 0 −2 −4 −6+3,3−5,2+0,5+1,6−0,4−0,1+0,3SVPMitteFDPGrüneSPGLPandere |
| Die Mitte                                   | –    | –    | 12   | Insgesamt 60 Sitze - Grüne: 8 - SP: 8 - GLP: 3 - Mitte: 12 - FDP: 11 - SVP: 18 | Wahlen zum Glarner Landrat vom 15. Mai 2022Wahlbeteiligung: 34,77 % 403020100 30,318,618,113,112,57,00,4 SVPMitteFDPGrüneSPGLPandereGewinne und Verlusteim Vergleich zu 2018 %p 4 2 0 −2 −4 −6+3,3−5,2+0,5+1,6−0,4−0,1+0,3SVPMitteFDPGrüneSPGLPandere |
| Bürgerlich-Demokratische Partei (BDP)       | 09   | 08   | –    | Insgesamt 60 Sitze - Grüne: 8 - SP: 8 - GLP: 3 - Mitte: 12 - FDP: 11 - SVP: 18 | Wahlen zum Glarner Landrat vom 15. Mai 2022Wahlbeteiligung: 34,77 % 403020100 30,318,618,113,112,57,00,4 SVPMitteFDPGrüneSPGLPandereGewinne und Verlusteim Vergleich zu 2018 %p 4 2 0 −2 −4 −6+3,3−5,2+0,5+1,6−0,4−0,1+0,3SVPMitteFDPGrüneSPGLPandere |
| Sozialdemokratische Partei der Schweiz (SP) | 07   | 08   | 08   | Insgesamt 60 Sitze - Grüne: 8 - SP: 8 - GLP: 3 - Mitte: 12 - FDP: 11 - SVP: 18 | Wahlen zum Glarner Landrat vom 15. Mai 2022Wahlbeteiligung: 34,77 % 403020100 30,318,618,113,112,57,00,4 SVPMitteFDPGrüneSPGLPandereGewinne und Verlusteim Vergleich zu 2018 %p 4 2 0 −2 −4 −6+3,3−5,2+0,5+1,6−0,4−0,1+0,3SVPMitteFDPGrüneSPGLPandere |
| Grüne Partei der Schweiz (GPS)              | 07   | 07   | 08   | Insgesamt 60 Sitze - Grüne: 8 - SP: 8 - GLP: 3 - Mitte: 12 - FDP: 11 - SVP: 18 | Wahlen zum Glarner Landrat vom 15. Mai 2022Wahlbeteiligung: 34,77 % 403020100 30,318,618,113,112,57,00,4 SVPMitteFDPGrüneSPGLPandereGewinne und Verlusteim Vergleich zu 2018 %p 4 2 0 −2 −4 −6+3,3−5,2+0,5+1,6−0,4−0,1+0,3SVPMitteFDPGrüneSPGLPandere |
| Christlichdemokratische Volkspartei (CVP)   | 06   | 06   | –    | Insgesamt 60 Sitze - Grüne: 8 - SP: 8 - GLP: 3 - Mitte: 12 - FDP: 11 - SVP: 18 | Wahlen zum Glarner Landrat vom 15. Mai 2022Wahlbeteiligung: 34,77 % 403020100 30,318,618,113,112,57,00,4 SVPMitteFDPGrüneSPGLPandereGewinne und Verlusteim Vergleich zu 2018 %p 4 2 0 −2 −4 −6+3,3−5,2+0,5+1,6−0,4−0,1+0,3SVPMitteFDPGrüneSPGLPandere |
| Grünliberale Partei (glp)                   | 02   | 04   | 03   | Insgesamt 60 Sitze - Grüne: 8 - SP: 8 - GLP: 3 - Mitte: 12 - FDP: 11 - SVP: 18 | Wahlen zum Glarner Landrat vom 15. Mai 2022Wahlbeteiligung: 34,77 % 403020100 30,318,618,113,112,57,00,4 SVPMitteFDPGrüneSPGLPandereGewinne und Verlusteim Vergleich zu 2018 %p 4 2 0 −2 −4 −6+3,3−5,2+0,5+1,6−0,4−0,1+0,3SVPMitteFDPGrüneSPGLPandere |

### Exekutive
Der Regierungsrat ist die Regierung des Kantons. Er besteht seit 2006 aus fünf (vorher sieben) Mitgliedern, die vom Volk an der Urne in einem einzigen Wahlkreis im Majorzwahlsystem auf jeweils vier Jahre gewählt werden. Sein Präsident (Landammann) und sein Vizepräsident (Landesstatthalter) werden für jeweils zwei Jahre von der Landsgemeinde gewählt.
Er ist die leitende und oberste vollziehende Behörde, plant das staatliche Handeln, vertritt den Kanton nach aussen und führt die kantonale Verwaltung. Er entwirft die Gesetze und rechtsetzenden Verordnungen zu Handen des Landrates und der Landsgemeinde und erlässt in eigener Kompetenz Vollzugs- und Verwaltungsverordnungen.
Der Regierungsrat setzt sich wie folgt zusammen:
| Regierungsrat                     | Partei    | Departement                             |
| --------------------------------- | --------- | --------------------------------------- |
| Kaspar Becker, Landammann         | Die Mitte | Departement Bildung und Kultur          |
| Andrea Bettiga, Landesstatthalter | FDP       | Departement Sicherheit und Justiz       |
| Markus Heer                       | SP        | Departement Finanzen und Gesundheit     |
| Marianne Lienhard                 | SVP       | Departement Volkswirtschaft und Inneres |
| Thomas Tschudi                    | SVP       | Departement Bau und Umwelt              |

Bei der Ersatzwahl für den Ende April 2021 zurücktretenden Rolf Widmer wurde am 28. März 2021 Markus Heer (SP) im zweiten Wahlgang gewählt. Ihm unterlegen war Jürg Feldmann (CVP/Die Mitte). Heer wurde zusammen mit den andern Mitgliedern des Regierungsrats bei der Gesamterneuerungswahl am 13. Februar 2022 bestätigt. Als Ersatz für den in den Ständerat gewählten Benjamin Mühlemann wurde am 24. März 2024 Thomas Tschudi (SVP) im zweiten Wahlgang gewählt. Am 26. März 2024 fand die Departementsverteilung statt. Am 9. Februar 2025 findet die Ersatzwahl für den zurücktretenden Andrea Bettiga statt.

### Judikative
Erste gerichtliche Instanz ist das Kantonsgericht, das in zwei Zivilkammern, eine Strafkammer und eine Strafgerichtskommission gegliedert ist. Zweite gerichtliche Instanz ist das Obergericht.
Der Kanton Glarus kennt eine kantonale Schlichtungsbehörde, welche die Aufgabe hat, bei zivilrechtlichen Streitigkeiten vor einem Gerichtsverfahren eine gütliche Einigung zwischen den Parteien herbeizuführen. Eingeführt per Landsgemeindebeschluss von 2017 ersetzte sie je eine kantonale Schlichtungsbehörde für Mietverhältnisse und die Gleichstellung und drei kommunale Vermittlerämter.
Die Verwaltungsgerichtsbarkeit wird vom Verwaltungsgericht ausgeübt. Daneben gibt es für besondere Verwaltungsstreitigkeiten verwaltungsunabhängige Rekurskommissionen.
Die Richter werden von der Landsgemeinde auf jeweils vier Jahre gewählt. Die Strafverfolgung findet durch die Staats- und die Jugendanwaltschaft statt.

### Politische Gemeinden
Mit dem Landsgemeindebeschluss vom 7. Mai 2006 wurden die Glarner Ortsgemeinden, Schulgemeinden, Fürsorgegemeinden und Tagwen (Bürgergemeinden) per 1. Januar 2011 zusammengelegt (siehe Glarner Gemeindereform), sodass seither nur noch drei Gemeinden existieren. Dieser Beschluss wurde an einer ausserordentlichen Landsgemeinde vom 25. November 2007 deutlich bestätigt.
| Politische Gemeinde | Einwohner (31. Dezember 2023) |
| ------------------- | ----------------------------- |
| Glarus Nord         | 19'639                        |
| Glarus              | 12'758                        |
| Glarus Süd          | 09659                         |

| Gemeinde    | Einwohner (31. Dezember 2010) |
| ----------- | ----------------------------- |
| Glarus      | 5877                          |
| Näfels      | 4021                          |
| Niederurnen | 3928                          |
| Mollis      | 3337                          |
| Netstal     | 2875                          |
| Ennenda     | 2684                          |
| Schwanden   | 2392                          |
| Bilten      | 2001                          |
| Oberurnen   | 1963                          |
| Luchsingen  | 1119                          |
| Linthal     | 1088                          |
| Mitlödi     | 1000                          |
| Haslen      | 0999                          |

Neben diesen drei Einheitsgemeinden gibt es die ebenfalls öffentlich-rechtlich anerkannten Kirchgemeinden der Evangelisch-Reformierten Landeskirche des Kantons Glarus und der römisch-katholischen Kirche.
Der Kanton Glarus kennt keine Einteilung in Bezirke. Das Bundesamt für Statistik (BFS) führt den gesamten Kanton jedoch als einen Bezirk unter der BFS-Nr. 0800.

### Stimmrechtsalter 16
Mit dem Landsgemeindebeschluss vom 6. Mai 2007 wurde das Stimmrechtsalter auf 16 festgesetzt. In einer hart umkämpften Debatte und mit einem knappen Resultat konnte sich der Antrag der JUSO Glarus durchsetzen. So können seither im Kanton Glarus – als erstem und bisher einzigem Schweizer Kanton – Staatsbürger ab dem 16. Lebensjahr das aktive Stimm- und Wahlrecht in kantonalen Angelegenheiten wahrnehmen. Das passive Wahlrecht bleibt weiterhin bei 18 Jahren.

### Vertretung in der Bundesversammlung
Der Kanton Glarus entsendet einen Vertreter in den Nationalrat und zwei in den Ständerat. Derzeitiger Glarner Nationalrat ist Markus Schnyder (SVP, seit 2023), die Glarner Ständeräte sind Thomas Hefti (FDP, seit 2014) und Mathias Zopfi (Grüne, seit 2019). Für die beiden Vertreter im Ständerat ist das passive Wahlrecht insofern eingeschränkt, als sie nicht wiedergewählt werden können, wenn sie das 65. Lebensjahr vollendet haben.

## Infrastruktur und Wirtschaft
2022 betrug das Bruttoinlandsprodukt (BIP) 3,1 Milliarden Schweizer Franken (Platz 23 unter den 26 Kantonen). Mit einem BIP pro Kopf von 75'430 Franken (2022) belegte der Kanton Platz 16 und lag damit leicht unter dem landesweiten Durchschnitt.

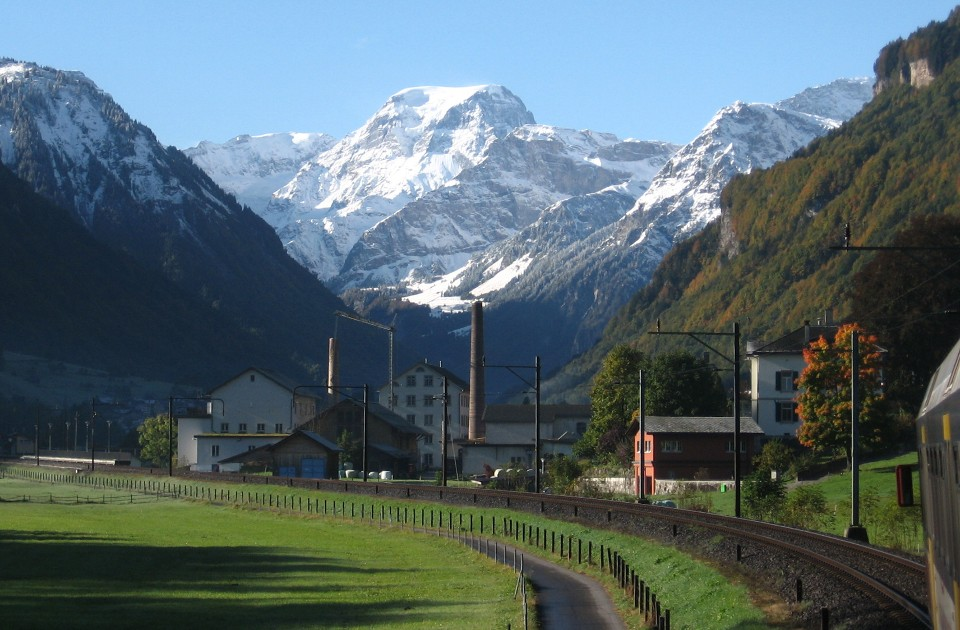
Typisch Glarnerland; Glarner Sprinter, alte Fabrik und Berge (Tödi)

### Verkehr
Das Glarnerland wird stündlich von der S 25 Zürich HB – Pfäffikon SZ – Ziegelbrücke – Glarus – Linthal der S-Bahn Zürich bedient. Sie löste im Juni 2014 den Glarner Sprinter ab und bedient alle Stationen auf dieser Strecke sowie Siebnen-Wangen, Lachen, Pfäffikon SZ, Wädenswil und Zürich HB. Damit besteht erstmals ein Stundentakt nach Zürich.
Daneben bedient die S 6 Rapperswil – Ziegelbrücke – Glarus – Schwanden (– Linthal)  der S-Bahn St. Gallen die Strecke Ziegelbrücke – Schwanden ebenfalls stündlich, woraus sich ein Halbstundentakt ergibt. Mühlehorn an der Bahnstrecke Ziegelbrücke–Sargans wird stündlich von der S 17 Sargans – Ziegelbrücke – Uznach – Rapperswil  bedient.
Konzessionäre für den Busverkehr sind die Schweizerischen Bundesbahnen, der Schweizerische Postautodienst und im Hinterland der Autobetrieb Sernftal (AS) als Nachfolger der 1969 stillgelegten Sernftalbahn.
Der Kanton Glarus gehört dem Tarifverbund Ostwind an. Eine Kombination von Abos und Tickets mit dem Zürcher Verkehrsverbund ist über den Z-Pass möglich.
Die Autobahn A3 verläuft teils, die Autostrasse 17 vollständig im Kanton Glarus. Hauptachse im Glarnerland ist die Hauptstrasse 17, welche entlang der Linth verläuft.
Im Jahr 2023 lag der Motorisierungsgrad (Personenkraftwagen pro 1'000 Einwohner) bei 594. Im Mai 2024 wurde an der Landsgemeinde das kantonale Veloweggesetz angenommen, welches regelt, wer für die Planung, den Bau und den Betrieb von Velowegen zuständig ist.

### Landwirtschaft und Industrie
In der Landwirtschaft überwiegt die Vieh- und besonders die Milchwirtschaft. Im Jahr 2020 wurden 32 Prozent der landwirtschaftlichen Nutzfläche des Kantons durch 97 Betriebe biologisch bewirtschaftet. Hauptwirtschaftszweig ist aber die Industrie, vor allem Textilindustrie, Maschinen- und Apparatebau, Holzverarbeitung und Baustoffindustrie. Der Kanton Glarus war eine der ersten und die am stärksten industrialisierte Gegend der Schweiz. Daneben sind Elektrizitätsgewinnung durch Wasserkraftwerke und Fremdenverkehr wichtig.

### Tourismus

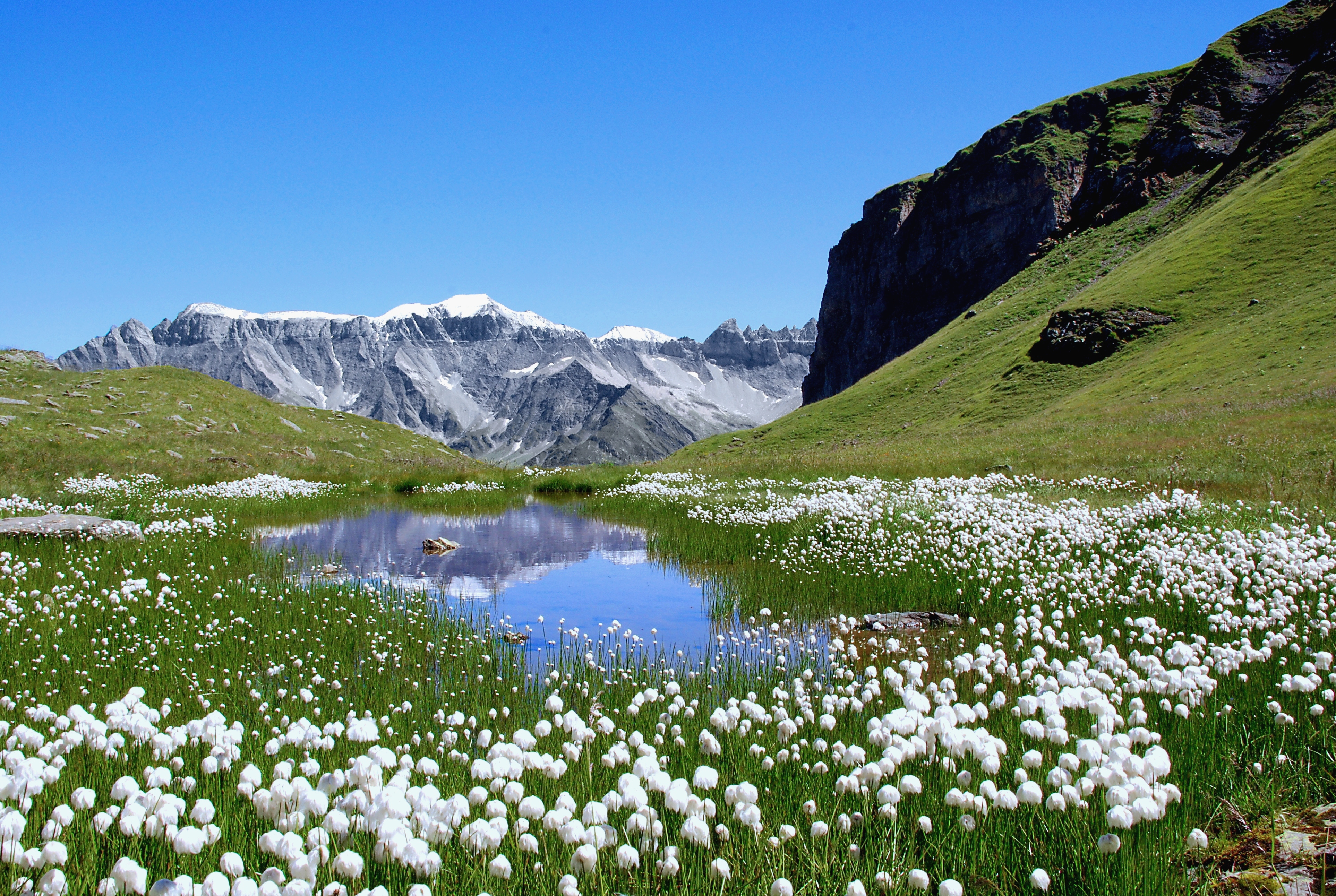
Landschaft beim Chüebodensee

Dem Tourismus kommt – insbesondere in den Orten Braunwald, Elm und Filzbach – grosse Bedeutung zu, der Dienstleistungssektor wächst stetig, und die Infrastruktur im Tal ist sehr gut ausgeprägt.
Der Glarner Industrieweg führt in mehreren Etappen an die wichtigsten Stationen der Glarner Industriegeschichte, und die Via Glaralpina führt in 19 Etappen als Bergwanderweg rund um den Kanton.

### Schule und Kultur
Das Schulsystem des Kantons Glarus ist gut ausgebaut: Kindergarten, Volksschule (teilweise Einführungsklassen, Sonder- und Hilfsschule) mit den Oberstufenzügen Ober-, Real- und Sekundarschule; zudem gibt es das Werkjahr, das freiwillige zehnte Schuljahr, den hauswirtschaftlichen Jahreskurs und die Integrationsklasse.
An der Kantonsschule Glarus kann die schweizerische Maturität erlangt und die Fachmittelschule besucht werden. Es finden auch Volkshochschulkurse statt.
In Ziegelbrücke wird eine Gewerbliche Berufsschule, in Glarus diejenige der kaufmännischen Berufe und die Pflegeschule geführt. Im Kanton können in rund 400 Lehrbetrieben etwa 130 Berufe erlernt werden.
Die reichen Angebote von Landesarchiv und vor allem der modernen Glarner Landesbibliothek dienen nicht nur den Bildungshungrigen, sondern auch geschichtlich und kulturell Interessierten oder einfach dem Lese-, Hör- und Sehvergnügen. Die Landesbibliothek (Kantonsbibliothek) verfügt mit der Kartensammlung von Walter Blumer und der Kartografie-Bibliothek von Arthur Dürst über ein wenig bekanntes, aber kartenhistorisch interessantes Forschungsmaterial.
Glarus besitzt ein renommiertes, als solches errichtetes Kunsthaus. Auch die Galerie Tschudi in Glarus und verschiedene private Galerien zeigen häufig Sehenswertes aus dem Bereich der darstellenden Künste, die von zahlreichen Künstlern im Kanton ausgeübt werden.
Die Musikwoche Braunwald ist die traditionsreichste derartige Veranstaltung in ganz Europa. Sie lädt die Teilnehmer zum Zuhören und aktiven Mittun ein. Die Glarner Musikschule Glarus trägt, zusammen mit zahlreichen Vereinen und Gruppen, zum Musikleben bei. Die Modern Music School – Glarnerland ergänzt das traditionelle Ausbildungsangebot mit einem auf die modernen Stilrichtungen spezialisierten Programm.
Weiter sind die Glarner Konzert- und Theatergesellschaft sowie das Kultur- und Vereinszentrum Holenstein Glarus (vor allem in alternativer Kultur) aktiv.
Im sportlichen Bereich besteht ein Angebot in verschiedenen Sportzentren und locken natürlich die nahen Berge und Seen zu lokaler Aktivität. Die erste Schweizer-Alpen-Club-Hütte der Schweiz, die Grünhornhütte, wurde im Kanton Glarus, am Tödi, erstellt, und die Wiege des schweizerischen Skisports stand im Glarnerland.

## Wappen
Das Glarner Wappen zeigt als einziges Kantonswappen der Schweiz einen Menschen: den heiligen Fridolin mit Wanderstab und Bibel. Der Legende nach war Fridolin ein irischer Glaubensbote, der Anfang des 6. Jahrhunderts lebte und durch dessen Einfluss die Bewohner des Glarnerlandes zu Christen wurden. In kirchlichen Darstellungen wird er von einem Skelett begleitet.
Die Sage berichtet, Fridolin, der vom sterbenden, reichen Ursus grosse Teile des Glarnerlandes geschenkt bekam, habe diesen im Erbstreit mit dessen Bruder Landolf aus dem Grab um Hilfe geholt. Landolf sei, als er den bereits in Verwesung übergegangenen Bruder vor Gericht erscheinen sah, darob so erschrocken und beschämt worden, dass er Fridolin auch seinen Teil des Glarnerlandes schenkte. Auf diese Art wurde die Zugehörigkeit des Glarnerlandes zu dem von Fridolin gegründeten Kloster Säckingen in Deutschland erklärt, und Fridolin gilt als Schutzpatron vor Erbschleicherei.